# Dibattito sugli OGM

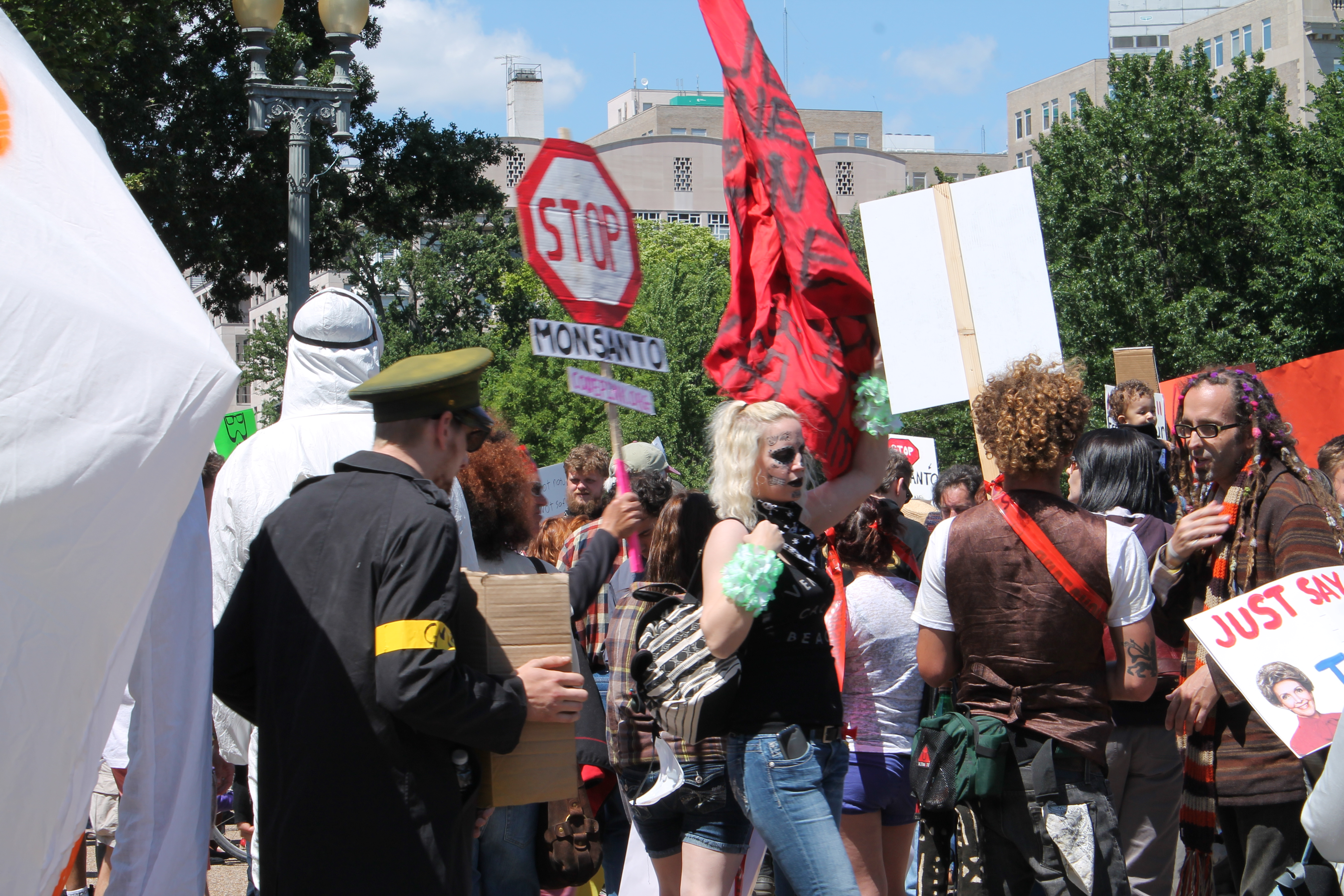
Proteste anti-OGM, Washington, D.C.

Riguardo alle biotecnologie e, in particolare all'introduzione di organismi geneticamente modificati nel settore agroalimentare (biotecnologie agroalimentari), si è acceso un forte dibattito a livello nazionale e internazionale relativamente alle tematiche della protezione dell'ambiente e della salute, così come implicazioni economiche e sociali e questo nonostante ci sia ampio consenso in ambito scientifico nel ritenere che i cibi OGM non presentino rischi maggiori di quanti ne presenti il normale cibo.

## OGM e tutela ambientale
Uno dei temi più caldi su cui il dibattito si è concentrato riguarda la possibilità che la manipolazione del pool genetico degli organismi comporti conseguenze impreviste nella loro interazione con le altre specie viventi e quindi, in ultima analisi, sull'ambiente.
Tra le varie fonti di preoccupazione vi è il rischio che le piante geneticamente modificate si comportino come specie invasive, specie cioè che si affermano nell'ecosistema a danno di altre specie e varietà; tale rischio è comunque considerato dai biologi dello IUCN come marginale rispetto all'impatto che l'agricoltura e l'urbanizzazione in se stesse hanno sulla biodiversità. È inoltre possibile che le caratteristiche genetiche introdotte nelle varietà commerciali vengano poi trasferite, attraverso l'impollinazione incrociata, dalle piante geneticamente modificate a specie affini nelle vicinanze. Questo fenomeno avviene normalmente in natura dove ad esempio esiste un continuo flusso genico tra il mais ed il teosinte, suo progenitore, o tra le diverse specie di brassicacee. Tale fenomeno, tollerato tra specie coltivate e selvatiche, da alcuni viene invece considerato inaccettabile nel caso delle piante transgeniche, in quanto ciò porterebbe a una perdita irreversibile del pool genetico "naturale" oltre a modificazioni non prevedibili sulla biodiversità, modificando le popolazioni di insetti (api, farfalle, etc) e di piante selvatiche che vivono nell'ambiente circostante (l'ambientalista Giorgio Celli ad esempio indica questo fenomeno come Chernobyl Genetica).
La validità di tale ipotesi, ovvero che l'introduzione di transgeni nell'ambiente porti di per sé a un nuovo livello di rischio, è stata approfondita in diversi studi a partire da un articolo di Crawley et al, apparso su Nature nel febbraio 2001, che ha riscontrato che la fitness ambientale degli OGM in commercio è paragonabile a quella delle altre specie coltivate. Un altro articolo di Morgante su Nature Genetics ha invece mostrato come, tra due varietà commerciali di mais, circa il 20% dei geni (4250 su 20600) sia presente solo in una delle due, pur continuando entrambe ad essere interfertili tra loro ed indicando dunque come esista una variabilità enorme da un punto di vista genetico già all'interno della stessa specie. Per quanto riguarda i possibili danni sulla biodiversità, la Royal Society ha condotto uno studio imponente (FSE: Farm Scale Evaluation) che ha evidenziato come la scelta della specie da coltivare incida molto di più sulla biodiversità rispetto all'adozione di una varietà transgenica o meno (per esempio, la densità media di api per km² sul mais è di 1 mentre sulla colza è di 37).
Nonostante siano più di 13.000 le pubblicazioni scientifiche che valutano i potenziali rischi degli OGM ad oggi disponibili, di cui più di 4.000 specificamente dedicate all'impatto ambientale, il tema è ancora largamente dibattuto, soprattutto a livello politico, in Europa.
Oggi esiste un quadro normativo che identifica delle norme precise per garantire il controllo e la gestione dei possibili rischi legati alla diffusione delle piante transgeniche, primo tra tutti il Protocollo di Cartagena, nato per assicurare la protezione contro i possibili effetti negativi sulla biodiversità, oltre che le leggi nazionali e comunitarie.
Un altro elemento di preoccupazione legato all'introduzione degli OGM è legato alla complementarità tra innovazione biologica e innovazione chimica che andrebbe a rafforzare un modello di agricoltura intensiva con un elevato uso di prodotti chimici, mentre alcuni paesi, specialmente europei, stanno cercando di cambiare a favore di un modello tecnico agricolo più ecocompatibile. Questo risulta in particolare possibile nel caso di piante tolleranti a specifici erbicidi (per altro ottenibili anche con tecniche convenzionali) che, pur necessitando di un minor numero di trattamenti e utilizzando composti chimici meno tossici e a basso impatto ambientale, è legata all'utilizzo di specifici erbicidi.
Nel caso delle colture resistenti agli insetti o con altri caratteri (ad es. papaia resistente a virosi) viene invece ridotto significativamente l'uso di composti chimici. Nel caso delle varietà resistenti agli insetti, ad esempio, la resistenza è mediata dall'inserimento di un gene di Bacillus thuringiensis (un batterio usato anche come insetticida biologico dal 1920), che esprime una proteina tossica per alcuni tipi di insetti, ma non per l'uomo. Un aspetto in discussione in relazione a queste varietà è la possibilità che gli insetti nocivi divengano resistenti alla tossina prodotta dalla pianta innescando una dinamica evolutiva che porti alla selezione e sviluppo di insetti insensibili, rendendo in tal modo la tecnologia inefficace, come già riportato per diversi erbicidi ed insetticidi. Per prevenire questo fenomeno è obbligatorio, per chi coltiva queste tipologie di OGM, seminare anche una certa percentuale con varietà convenzionali e seguire specifiche pratiche agronomiche, in modo tale da ridurre la pressione selettiva sulla popolazione di infestanti o di insetti.

### Coesistenza tra coltivazioni OGM e non-OGM
Il problema della coesistenza tra coltivazioni OGM e non-OGM è un nuovo ulteriore campo di battaglia tra i promotori e gli oppositori delle agrobiotecnologie, che si è presentato a seguito dell'introduzione delle prime coltivazioni OGM nelle campagne europee.
Il problema della coesistenza è già stato affrontato dalla biotecnologia, con la messa a punto di tecniche per creare piante GM maschio sterili che non producono polline (carattere già ampiamente utilizzato anche nel miglioramento genetico convenzionale) oppure attraverso inserzione del transgene nel DNA del cloroplasto (il polline non contiene cloroplasti): queste tecniche impediscono la diffusione del transgene verso altre colture sessualmente compatibili o specie selvatiche affini. Ad oggi non esistono comunque OGM in commercio che presentano tali caratteristiche.
Il rischio paventato è la diffusione accidentale di semi o polline di OGM verso coltivazioni convenzionali o biologiche adiacenti che, nel caso presentassero quantità significative di OGM nel raccolto, non potrebbero più certificarsi come prodotti non-OGM, generando delle perdite economiche oltre a possibili contenziosi legali per danni tra i produttori. Secondo la normativa europea infatti, un prodotto, anche biologico, può essere considerato non-OGM solo se presenta un contenuto di materiale geneticamente modificato al di sotto dello 0,9% (cioè poco meno di 1 seme su 100).
Per gestire questa problematica in modo armonico tra i vari paesi la Commissione Europea ha rilasciato prima la Raccomandazione 556 del luglio 2003 e poi la 200/01 del luglio 2010, dove vengono definite le linee guida per tracciare, su base nazionale e regionale, i criteri base per garantire la coesistenza.
In uno studio svolto in Italia e focalizzato sulla coltivazione del mais in Pianura Padana si indica come circa 20m di aree buffer siano sufficienti a mantenere il contenuto di mais OGM nel mais convenzionale al di sotto dello 0,9%, per soglie più basse invece le distanze richieste aumentano (0,5% - 30m; 0,1% >100m). Sfasature nell'epoca di fioritura tra OGM e non OGM o barriere fisiche possono contribuire al ridimensionamento di tali distanze, in condizioni climatiche stagionali regolari. Tali dati risultano in linea con quanto osservato anche da analoghi studi svolti in altri paesi.
Sono stati effettuati anche altri studi in Italia, in particolare uno condotto da Ministero dell'Ambiente/CNR ed un secondo svolto grazie ai finanziamenti di COOP Italia. Tali ricerche hanno indicato distanze di separazione molto ridotte (comprese tra i 5 e gli 80 m per giungere al di sotto dello 0,1%), ma trattandosi di sperimentazioni di piccole dimensioni tali risultati sono considerati dagli stessi autori non conclusivi. Tutti questi risultati sono stati riassunti all'interno di un consensus document rilasciato dalle Società Scientifiche Italiane nel 2006 che ha concluso che "La coesistenza tra i diversi sistemi agricoli è pertanto possibile rispettando i criteri indicati dalla Raccomandazione europea: trasparenza, scientificità, proporzionalità e specificità, e promuovendo azioni di monitoraggio e gestione delle pratiche di coesistenza adottate".
La Spagna, il paese europeo con le maggiori superfici coltivate con OGM (circa il 30% del Mais coltivato in Spagna è OGM), aveva fissato inizialmente in 25 m, poi portati a 50, la distanza sufficiente a garantire la coesistenza, non riportando, tra il 1998 e il 2010, nessun caso di contenzioso tra agricoltori come sottolineato anche dal Ministro dell'Agricoltura spagnolo, Elena Espinosa, in una comunicazione al Parlamento Europeo: "non c'è neanche un caso documentato di problemi con la coltivazione del mais transgenico nell'agricoltura spagnola; insisto, non c'è nessun tipo di problema".

## OGM e sicurezza alimentare
Uno dei temi più rilevanti legati all'introduzione degli OGM è la loro sicurezza alimentare. Al riguardo c'è nella gente il timore che la modificazione genetica possa comportare l'introduzione nella catena alimentare di prodotti con potenziali effetti collaterali non del tutto prevedibili, per cui cibarsi con alimenti OGM potrebbe comportare maggiori rischi rispetto ai cibi tradizionali non geneticamente modificati; questo nonostante ci sia un ampio consenso scientifico nel ritenere che mangiare OGM non comporti nessun rischio maggiore rispetto ai cibi convenzionali. Non esiste alcuna notizia documentata che riporti un danno causato all'uomo da cibo geneticamente modificato.
Nel 2012, l'American Association for the Advancement of Science ha ribadito che gli OGM non comportano maggiori rischi rispetto ai cibi modificati attraverso le normali tecniche di incrocio. La American Medical Association, la National Academies of Sciences e la Royal Society of Medicine hanno poi sottolineato che non si riscontra in letteratura scientifica o in altra fonte alcuna notizia di effetti avversi sulla popolazione umana che possano essere collegati agli OGM.

Ciò nonostante i gruppi che contestano l'uso di OGM come Greenpeace, World Wildlife Fund, Organic Consumers Association e Center for Food Safety ritengono che i rischi che gli OGM comporterebbero per ambiente e salute non siano stati adeguatamente investigati.

### Nell'Unione europea
La valutazione e la gestione di questi potenziali rischi sono stati al centro, non solo di tutta la normativa di riferimento a partire dal 1990, ma anche della ricerca sugli OGM degli ultimi tre decenni. L'UE ha investito, tra il 1985 e il 2010, circa 250 milioni di euro per valutare la sicurezza degli OGM. Ha inoltre raccolto e reso pubblici i dati disponibili in due pubblicazioni. Nella prima, uscita nel 2001, l'allora commissario europeo alla ricerca Philippe Busquin, al termine affermava: “Queste ricerche dimostrano che le piante geneticamente modificate e i prodotti sviluppati e commercializzati fino ad oggi, secondo le usuali procedure di valutazione del rischio, non presentano alcun rischio per la salute umana o per l'ambiente. [...] L'uso di una tecnologia più precisa e le più accurate valutazioni in fase di regolamentazione rendono probabilmente queste piante e questi prodotti ancora più sicuri di quelli convenzionali”.
A maggior garanzia e seguendo un approccio caso per caso, per ottenere il via libera alla commercializzazione di un OGM nell'Unione europea, i potenziali rischi legati alla salute ambientale, umana e animale, devono comunque essere valutati seguendo le indicazioni previste dal quadro legislativo comunitario. Gli elementi considerati nell'analisi del rischio da parte dell'EFSA sono continuamente aggiornati, anche su richiesta degli Stati Membri (ad esempio nel giugno 2008 il Consiglio dei ministri per l'ambiente dell'Unione europea ha accolto favorevolmente la richiesta, presentata da Francia ed Ungheria, di un riesame delle procedure di approvazione degli organismi geneticamente modificati, in particolar modo per quanto riguarda la protezione dell'ambiente).
Nel 2010, la Commissione europea ha pubblicato una meta-analisi che riporta le conclusioni di oltre 130 progetti di ricerca che coprono un periodo di 25 anni e che hanno coinvolto più di 500 gruppi di ricercatori indipendenti; le conclusioni sono che nessuna biotecnologia, e in particolare gli OGM, comporta un rischio maggiore delle normali tecniche di incrocio usate.. In quell'anno quindi il commissario europeo Máire Geoghegan-Quinn confermava quanto già sottolineato dal suo predecessore, ovvero che «sulla base dei risultati dei progetti finanziati, ad oggi, non esiste alcun'evidenza scientifica che associ gli OGM con maggiori rischi per l'ambiente e la sicurezza alimentare rispetto alle piante e agli organismi convenzionali»

### Allergenicità
Documenti OMS e EFSA indicano negli alimenti OGM un possibile rischio di allergia alimentare per la presenza di possibili proteine modificate. Queste nuove proteine possono sia sensibilizzare de novo, in particolare chi è predisposto geneticamente (cioè individui atopici) sia suscitare una reazione allergica crociata nei soggetti già sensibilizzati ad un'altra proteina.
Uno dei potenziali rischi legato alla modificazione genetica delle piante ad uso alimentare è che l'inserto genico porti alla produzione di proteine non normalmente presenti nella pianta stessa e che potrebbero causare reazioni allergiche in soggetti predisposti.
La possibilità è stata riscontrata nel corso dello sviluppo di una varietà di soia, geneticamente modificata tramite l'inserimento di un gene della noce del Brasile per migliorare il tenore in aminoacidi solforati (metionina, cisteina). Nel corso dei test di laboratorio ci si è accorti che la proteina codificata dal gene inserito (Albumina 2S) era il principale allergene alla noce. Alla luce di ciò la ricerca su questa varietà è stata abbandonata.
Poiché questo tipo di problema potrebbe presentarsi anche in altre varietà, l'analisi di tale potenziale rischio è per legge obbligatorio sia nelle fasi di sviluppo dei nuovi OGM che nelle procedure autorizzative. Oggi infatti, grazie alle conoscenze acquisite dall'allergologia, è in parte possibile prevedere se una nuova proteina può avere o meno un potenziale allergenico. Inoltre è previsto un piano di monitoraggio post-autorizzazione che consenta in ogni caso di verificare la bontà della valutazione e, qualora emergessero problematiche, di ritirare il prodotto per ulteriori verifiche.
Va comunque ricordato che non tutti gli OGM contengono nuove proteine, a volte si differenziano per la mancanza di una proteina presente invece nel corrispettivo convenzionale (è il caso del pomodoro a maturazione rallentata, in cui un enzima coinvolto nella maturazione nel pomodoro tradizionale viene eliminato tramite la modificazione genetica).
Il rischio allergenicità di piante OGM è anche relativo alla possibile sovraespressione nella pianta modificata geneticamente di allergeni alimentari già presenti nella pianta non modificata.

### Tossicità
Oltre al rischio di allergenicità, la presenza di nuove proteine negli organismi geneticamente modificati crea un potenziale rischio di effetti indesiderati nell'uomo e negli animali. Il rischio non è solo derivato dalle proteine codificate dall'inserto genico, ma anche da potenziali modifiche nel metabolismo della pianta che possono derivare da interazioni con gli altri geni, portando alla produzione di sostanze non presenti nelle piante convenzionali.
Per questo motivo la valutazione della sicurezza degli OGM si basa su diversi aspetti: sia sulla valutazione delle singole proteine codificate dall'inserto genico, sia su analisi chimiche che permettono di evidenziare la presenza di sostanze in quantità differente rispetto ai corrispettivi convenzionali, sia, e soprattutto, su test effettuati su animali alimentati con l'organismo in questione per ricercare la possibile comparsa di effetti indesiderati. Questo iter ha molto in comune con le procedure seguite normalmente per la valutazione e autorizzazione di sostanze farmaceutiche, o per lo studio della tossicità di contaminanti ambientali, fitofarmaci, ecc. Queste valutazioni vengono effettuate in Europa dall'Agenzia Europea per la Sicurezza Alimentare, che sulla base dei dossier sviluppati dalle aziende, esprime un parere positivo o negativo o richiede studi integrativi.
Tale procedura, che prevede che siano le stesse aziende a sviluppare i dossier e a pagare i costi delle ricerche connesse, è però messa in discussione dai movimenti anti-OGM che sostengono che i risultati presentati dalle aziende siano non credibili in quanto di parte.
Tale critica è stata avanzata in particolare verso alcuni dati presentati a sostegno della sicurezza di un mais geneticamente modificato prodotto da Monsanto, identificato col nome MON863, e autorizzato dalla Commissione europea nel gennaio del 2006 per la commercializzazione ai sensi della Direttiva 2001/18. All'interno del dossier presentato da Monsanto nel 2002 era infatti presente uno studio di 90 giorni sui topi alimentati con MON863, in cui emergevano alcune differenze rispetto agli animali di controllo nei parametri ematologici e nel peso dei reni, sebbene non statisticamente significative. Tale studio, pubblicato in seguito anche su di una rivista internazionale, era stato valutato positivamente sia dal comitato di esperti tedesco che per primo valutò il dossier, sia successivamente dall'EFSA. Entrambi i comitati di valutazione erano giunti alla conclusione che le differenze riscontrate fossero non biologicamente significative. In disaccordo con queste conclusioni, il francese CRIIGEN (Comitato per l'Informazione Indipendente e Ricerca sull'Ingegneria Genetica), gruppo di ricercatori critici verso gli OGM guidati da Gilles Eric Seralini dell'Università di Caen, ha richiesto di poter esaminare i dati originali dello studio. Dopo il rifiuto da parte di Monsanto di fornirli, Greenpeace è ricorsa a mezzi legali ottenendone l'accesso su ingiunzione del giudice nel giugno del 2005. Sulla base dei dati consegnati da Monsanto i ricercatori del CRIIGEN hanno svolto una nuova valutazione statistica, concludendo che, sebbene l'analisi di "Hammond et al" fosse formalmente corretta, alla luce di quei dati non era possibile escludere una potenziale tossicità renale e che nuove ricerche erano necessarie per valutare adeguatamente la sicurezza di questo mais transgenico. L'EFSA, chiamata a rivedere i dati alla luce di questa nuova analisi, ha effettuato una nuova valutazione, al termine della quale, riconfermando la sua opinione, ovvero che i prodotti derivati da questa varietà di mais transgenico sono da considerarsi sicuri nel contesto dell'uso autorizzato, ha sottolineato che l'analisi del CRIIGEN presentava limiti metodologici sul fronte della statistica adottata. Il CRIIGEN ha riproposto nel 2009 un'analoga rianalisi per 3 diversi OGM (il già commentato MON863, il MON810 e l'NK603) sostenendo che questi presentassero profili di tossicità significativi. Anche in questo caso l'EFSA è stata chiamata a rivedere le conclusioni e le metodologie adottate dallo studio concludendo che "le affermazioni degli autori, di nuovi effetti collaterali indicanti tossicità per i reni ed il fegato, non sono supportati dai dati presentati. Non vi è nessuna nuova informazione che porti a rivedere le opinioni sulla sicurezza dei tre eventi OGM. Il GMO Panel nota che diverse critiche alla statistica del precedente studio degli autori, sono ugualmente applicabili anche a questo nuovo articolo". 
Anche sulla soia geneticamente modificata nota come "Roundup ready" sono stati effettuati studi, come ad esempio quello condotto da un'équipe italiana guidata Manuela Malatesta e pubblicato nel 2002 ha rilevato una modifica nella funzionalità e nella struttura delle cellule di fegato, pancreas e testicoli in topi alimentati con la soia stessa.
I risultati di questo studio sono stati contestati in quanto mancanti di adeguati controlli interni e in contrasto con tutta la letteratura sul tema, da membri dell'Accademic Review, un'associazione di ricercatori e accademici che sottopone ad analisi di tipo revisione paritaria articoli sulla alimentazione.
Un nuovo studio, pubblicato il 20 settembre 2012 nella rivista Food and Chemical Toxiclogy, che ha visto coinvolti sia Seralini che Malatesta, ha ipotizzato per la prima volta una carcinogenicità del mais OGM, che, secondo i suoi autori, provocherebbe tumori in percentuali significativamente superiori rispetto al mais convenzionale. Nello studio è stato utilizzato il mais Nk 603 (che nella Ue non può essere coltivato, ma è legalmente importato e del quale si era già occupato nella sua pubblicazione del 2009 Seralini) e l'erbicida Roundup. Scopo dello studio era di valutare gli effetti a lungo termine (2 anni) di una nutrizione a base di OGM, contro i 90 giorni previsti dall'attuale normativa. L'articolo ha sollevato un'ampia controversia, non solo scientifica, che ha portato alla pubblicazione sulla stessa rivista di ben 13 articoli di commento che hanno sottolineato molteplici criticità nell'impianto sperimentale dello studio. Una meta-analisi che giungeva a conclusioni diametralmente opposte era inoltre da poco uscita sulla medesima rivista. Anche in questo caso è stato chiesto all'EFSA di effettuare un'analisi che, dopo aver raccolto anche i pareri pubblicati dalle varie istituzioni scientifiche internazionali, ha rilevato che il disegno sperimentale dello studio non permetteva di trarre conclusioni sulla sicurezza dell'OGM analizzato e anche in questo caso rilevava l'inadeguatezza dell'analisi statistica, concludendo: "gravi vizi di progettazione e metodologia nello studio Seralini et al. comportano che esso non soddisfi standard scientifici accettabili". A questo si è aggiunta la non volontà da parte del gruppo di ricerca di consegnare i propri dati per un'analisi indipendente e la scoperta che le risorse necessarie a condurre lo studio provenissero da due catene distributive (Auchan e Carrefour) da anni impegnate in campagne contro gli OGM. Questo ha portato diversi ricercatori e istituzioni scientifiche, quali l'Associazione Nazionale Biotecnologi Italiani e la Federazione Europea delle Biotecnologie, a chiedere una sua ritrattazione. L'Europa ha inoltre predisposto un apposito bando per realizzare una sperimentazione a lungo termine scientificamente corretta. Nonostante lo studio sia considerato oggi non credibile da parte della comunità scientifica, il Parlamento italiano l'ha usato per impegnare il governo ad invocare la clausola di salvaguardia e bloccare la coltivazione di un altro OGM sul territorio nazionale.

Il 28 novembre 2013 la rivista Food and Chemical Toxicology ha comunicato la ritrattazione del succitato articolo di Seralini et al. del 2012, i cui risultati sono stati giudicati «inconcludenti» in seguito alla revisione paritaria post-pubblicazione.

### Resistenza agli antibiotici
Un ulteriore rischio legato alla diffusione nell'ambiente e al consumo di organismi geneticamente modificati è che, essendo in alcuni di essi inserito un gene che conferisce la resistenza agli antibiotici, c'è un rischio di trasferimento della resistenza a batteri, anche patogeni. La rapida diffusione osservata in anni recenti di numerose forme di antibiotico-resistenza tra i batteri è una problematica di sanità pubblica che ha sollevato un ampio dibattito e per la quale numerose misure di prevenzione sono state messe in atto a livello internazionale.
Rispetto a questo problema in relazione agli OGM, l'EFSA in un'opinione pubblicata nel 2004 ha ammesso l'esistenza di questo rischio, evidenziando diversi livelli di rischio legati ai singoli geni di resistenza, in base ai quali ha espresso delle linee guida per limitarne l'uso. In particolare i due geni più utilizzati riguardano la resistenza alla kanamicina e la resistenza alla ampicillina già oggi scarsamente utilizzati in terapia per eccessiva tossicità o per scarsa efficacia. In ogni caso già oggi il principale prodotto OGM in commercio (il MON 810) non presenta il gene per l'antibiotico-resistenza e la normativa comunitaria prevede che essi siano abbandonati anche per fini di ricerca entro il 2008.
È comunque importante sottolineare come gli antibiotici utilizzati nella ricerca sugli OGM non siano utilizzati in campo medico/sanitario né veterinario e quindi non sono in grado di indurre nei microrganismi resistenze pericolose nella cura degli esseri umani.

## Il dibattito socioeconomico
Oltre ai temi legati all'alimentazione e all'ambiente, il dibattito si è concentrato anche sui fattori di rischio e sulle opportunità economiche e sociali. In particolar modo quest'analisi riguarda la relazione tra paesi sviluppati e in via di sviluppo e il modo in cui l'utilizzo su larga scala della tecnologia alla base degli OGM influisca o potrebbe influire sulle economie agricole deboli o in crisi (tra queste anche quella italiana).
Le resistenze all'applicazione degli OGM nell'agricoltura in paesi del terzo mondo sostanzialmente si basano sulle seguenti motivazioni:
- Le piante OGM sono spesso vincolate all'obbligo di riacquisto di anno in anno. Questo implica che i coltivatori, che erano abituati a riseminare il raccolto, devono ricomprare la semente per garantirsi il beneficio dato dall'uso dell'OGM.
- Le sementi OGM hanno costi superiori, dovendo ammortizzare l'investimento in ricerca necessario per svilupparli.
- L'impatto dell'acquisto annuale di nuovi semi su soggetti microeconomici che faticano a raggiungere uno stato di sopravvivenza può innescare rapporti di debito prolungato con i rivenditori indebolendo ulteriormente i piccoli produttori.
- I soggetti economici in grado sfruttare le opportunità offerte dagli OGM sono spesso i grandi produttori o dei possidenti terrieri.
- L'uso di OGM potrebbe ridurre l'uso di varietà e risorse liberamente fruibili sul territorio.
- Le industrie che producono OGM spesso non vengono ritenute soggetti morali sufficientemente qualificati e affidabili.
- I paesi europei che si sono dichiarati OGM-free potrebbero rifiutare le derrate provenienti dai Paesi in via di sviluppo che li utilizzano facendo venir meno una fonte importante del loro bilancio nazionale.

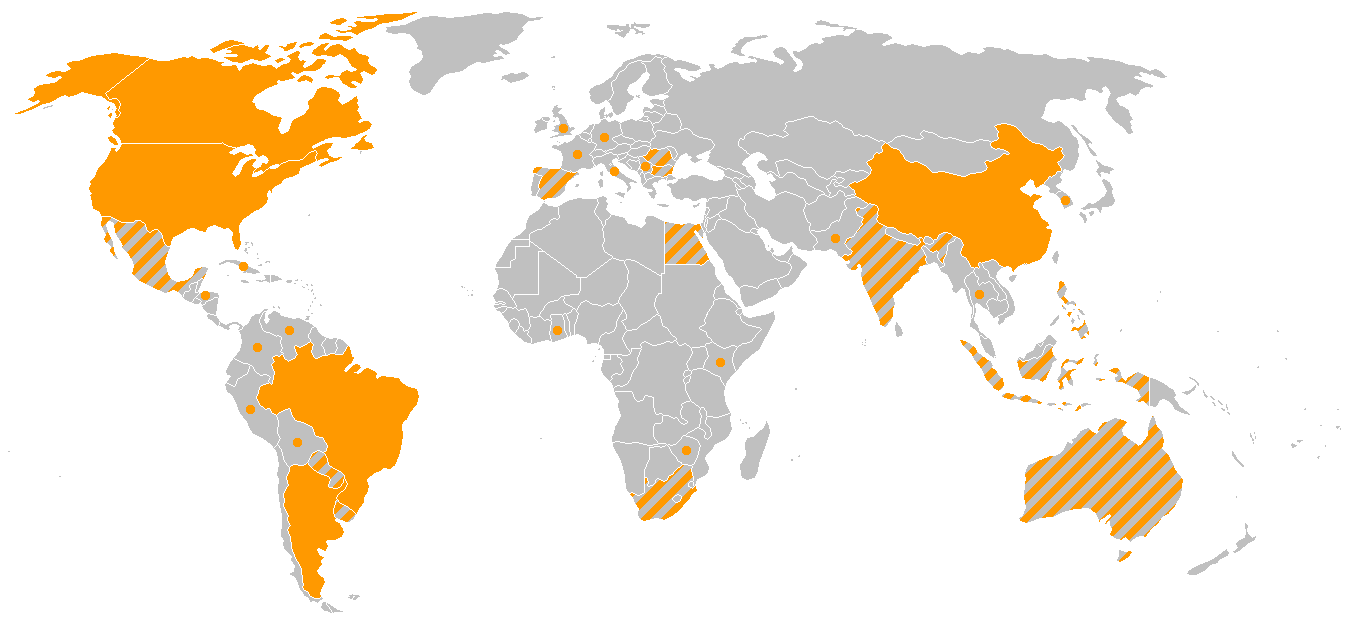
Distribuzione globale delle coltivazioni OGM

Diversi studi hanno analizzato la significatività economica di tali preoccupazioni.
Secondo i dati economici raccolti dall'ISAAA (Servizio Internazionale per l'Acquisizione delle Applicazioni Agrobiotecnologiche) la maggior parte degli utilizzatori degli OGM sono i piccoli coltivatori dei Paesi in via di sviluppo (9,3 su 10,3 milioni di agricoltori che utilizzano gli OGM sono piccoli agricoltori e in particolare sono stati riportati benefici in Sudafrica, Argentina, Brasile, Cina, Filippine, India). Secondo l'ISAAA questo sarebbe da imputare al fatto che i benefici legati all'uso degli OGM attualmente in commercio sono indipendenti dalla dimensione aziendale (a differenza di quelli della Rivoluzione verde che richiedevano ingenti investimenti in termini di meccanizzazione e uso di input chimici).
Di tutt'altro parere invece il report sull'impatto degli OGM dopo 10 anni di coltivazione a livello globale divulgato dall'associazione ambientalista Friends of the Earth (FoE), da anni attiva contro l'uso degli OGM in agricoltura. Secondo FoE il report ISAAA sovrastima l'area messa a coltura di almeno un 5% e dimostra come essa sia concentrata solo in pochi stati. L'introduzione di coltivazioni transgeniche inoltre, sempre secondo FoE, ha contribuito poco o per niente al miglioramento delle condizioni economiche degli agricoltori nella maggior parte dei Paesi, e che in particolare in America Latina ha contribuito invece a un'ulteriore concentrazione della terra in mano a pochi, a discapito dei piccoli agricoltori. Inoltre il rapporto nota come la prospettiva di alleviare la fame del mondo grazie all'introduzione delle biotecnologie in campo agricolo sia stata disattesa, e che attualmente per lo più tali coltivazioni siano utilizzate per produzioni destinate all'uso animale. Per quanto concerne il fatto che uno dei vantaggi sia la maggiore facilità di gestione delle colture, sempre secondo FoE, solo i grandi produttori ne avrebbero beneficiato.
Un altro report che affronta il tema dell'impatto economico degli OGM è stato pubblicato nel febbraio 2007 anche dal Joint Research Center (il centro di ricerca della Commissione europea), che ha analizzato l'impatto economico avuto dall'introduzione delle tre più importanti coltivazioni transgeniche a livello mondiale (soia tollerante agli erbicidi, mais resistente agli insetti e cotone resistente agli insetti). Secondo il JRC, il rapido incremento nell'utilizzo di OGM a livello mondiale nella decade 1996-2005 (da 1,6 a 90 milioni di ettari) è spiegabile non tanto da un maggior rendimento (non sempre presente), ma soprattutto da una diminuzione dei costi di produzione e dalla facilitazione di alcune operazioni colturali (legate principalmente al controllo di insetti e infestanti) con conseguente riduzione dei costi operativi lasciando più tempo per svolgere altre attività, agricole e non, che possono costituire ulteriori fonti di reddito. Sempre secondo il JRC, dai dati raccolti e pubblicati in questi anni emerge come gli agricoltori (in particolare quelli di piccole dimensioni) abbiano beneficiato dei vantaggi economici derivati dall'introduzione degli OGM (anche in Spagna, unico Stato europeo in cui sono presenti dati significativi sulle coltivazioni transgeniche), seguiti dai produttori delle sementi, e infine dai consumatori, che avrebbero beneficiato di una riduzione del prezzo dei prodotti. Il rapporto nota inoltre che, a seguito dell'introduzione di cotone e mais Bt (resistenti agli insetti), è significativamente diminuito l'uso di insetticidi, mentre per quanto riguarda la soia resistente agli erbicidi non si è osservata una riduzione in termini assoluti di erbicidi, ma unicamente una diminuzione nel consumo di carburante e un aumento delle aree coltivate a causa della semplificazione colturale.
L'ambientalista Vandana Shiva asserisce che l'ingresso in India delle sementi biologicamente modificate, più care e, in quanto ibride, utilizzabili con profitto per un solo raccolto, si sta traducendo in una rovina per i piccoli agricoltori; i dati disponibili sembrano però dimostrare il contrario.
Molto dibattuto è inoltre se gli OGM oggi in commercio portino ad un aumento delle rese. Sebbene essi non siano stati sviluppati con l'obiettivo diretto di aumentare le rese, la produttività e economicità degli ogm sono due argomenti utilizzati per giustificare la loro coltivazione su vasta scala.
Su questo tema si citano alcuni trial condotti sulla soia, uno che fa riferimento al dato del biennio 1998-2000 e uno condotto al 2005-2008 dall'Università del Kansas che indicherebbero che gli OGM non abbiano rese superiori rispetto alle varietà convenzionali.. Altri studi, raccolti da PG Economics, indicano invece un aumento di resa collegato all'uso degli OGM oggi in commercio, sia per le varietà Bt (resistenti agli insetti) che per le varietà RR (tolleranti ad un erbicida). Al riguardo è stato condotto uno studio anche in Italia, all'interno di un progetto del Ministero dell'Agricoltura del valore complessivo di 6,2 M€. Questo progetto ha previsto anche una prova di campo sul mais Bt che ha registrato rese superiori nel mais OGM comprese tra il 30 ed il 40%.

## OGM e bioetica
Oltre al dibattito tecnico-scientifico, le biotecnologie applicate al settore agroalimentare hanno suscitato una serie di considerazioni di ordine etico nell'opinione pubblica.

Emerge infatti chiaramente da numerosi sondaggi che la maggior parte dell'opinione pubblica percepisce gli OGM come "innaturali" poiché gli organismi transgenici superano la barriera di specie mischiando per esempio geni di piante con quelli di animali o batteri con risultati che non potrebbero mai esistere in natura. Inoltre la modificazione del genoma, al di là delle sue finalità, viene spesso associata all'idea di una scienza che si sostituisce a Dio, o all'idea dell'intervento umano contrapposto alle "leggi della Natura". Non a caso uno tra gli appellativi più comunemente usati dai media per riferirsi agli OGM è "cibo di Frankenstein".

Tale percezione viene anche favorita dalla frequente menzione a titolo esemplificativo di OGM che mischierebbero geni di piante con quelli animali, ma che in taluni casi non sono mai esistiti. Un esempio è quello della cosiddetta "fragola pesce", una varietà di fragola in cui sarebbe stato introdotto il gene di un pesce artico in modo che resista al freddo. Questo OGM in realtà non è mai stato sviluppato, né tantomeno commercializzato, eppure ha avuto grande successo mediatico tanto da essere diventato un'icona per il movimento anti-OGM.

## Posizioni pro e contro OGM
Oggi in Italia esistono gruppi che mostrano un'attitudine favorevole all'introduzione agli OGM anche nella agricoltura italiana. Tra questi si sono distinte numerose associazioni di ricercatori che hanno, a più riprese, tentato di chiarire le problematiche tecnico-scientifiche e sociali su questi delicati temi su cui spesso esiste molta disinformazione. Più estesamente, in tema di coesistenza tra coltivazioni OGM e convenzionali, 19 Società Scientifiche Italiane e 2 Accademie Nazionali hanno pubblicato nel 2006 un documento congiunto in cui sottolineano che, sulla base della letteratura scientifica disponibile, le piante transgeniche non differiscono dalle varietà convenzionali nel loro comportamento in campo, ed i criteri esistenti per la coesistenza delle diverse varietà convenzionali possono costituire il modello per stabilire analoghi criteri per le varietà transgeniche. Le pratiche agricole già oggi disponibili consentirebbero quindi di rispettare la soglia dello 0,9% di presenza accidentale di OGM in prodotti non-OGM, imposta dal Regolamento CE 1830/2003, senza un significativo impatto in termini di costi di gestione per gli agricoltori italiani. Sul rapporto tra OGM e sicurezza alimentare un documento del 2004, anch'esso firmato da 14 Società Scientifiche italiane e l'Accademia dei Lincei, sottolinea come si debba "concentrare l'analisi non sulla tecnologia con cui vengono prodotte le piante GM, ma sui caratteri genetici inseriti, seguendo un approccio caso per caso". Si dovrebbe quindi, secondo questi ricercatori, abbandonare l'approccio critico verso gli OGM intesi nel loro insieme "a favore di un consenso razionale perché informato sul processo e sui prodotti derivanti". Si vorrebbe quindi portare la normativa verso una maggiore attenzione al prodotto ottenuto invece che al processo utilizzato, di modo da non discriminare le varietà ottenute con la tecnica del DNA ricombinante piuttosto che con tecniche di incrocio tradizionale.
Una posizione favorevole, oltre che un impegno informativo sono stati assunti dall'associazione Galileo 2001 e dalla rivista Le Scienze sotto la direzione di Enrico Bellone. Diversi esponenti della comunità scientifica internazionale, tra cui gli esperti italiani in genetica e biotecnologie Francesco Sala ed Edoardo Boncinelli, hanno preso posizione favorevole nei confronti degli OGM puntando il dito contro le demistificazioni.
Hanno assunto una posizione possibilista anche alcune associazioni agricole come Confagricoltura e Futuragra che sottolineano come l'Italia sia assolutamente deficitaria per l'approvvigionamento di soia (l'Italia produce solo l'8% del suo fabbisogno) e che oggi la quasi totalità dei mangimi sul mercato italiano reca la dicitura "contiene OGM". Si domandano quindi perché, se si possono usare, non si possano anche coltivare. A ciò i sostenitori aggiungono che taluni OGM aiuterebbero a contenere i quantitativi di alcune classi di micotossine, quali ad esempio le fumonisine, per le quali l'Italia risulta ben al di sopra delle soglie in discussione a Bruxelles (4.000 ppb contro le 30.000 della media italiana). Tali composti sono oggi sotto osservazione per il loro potenziale teratogeno. Questi agricoltori reclamano dunque il loro diritto a compiere autonomamente le proprie scelte economiche e vorrebbero, non esistendo dati che correlino gli OGM a pericoli per la salute e per l'ambiente, poter decidere se coltivarli o meno sui loro terreni, valutando di volta in volta cosa coltivare o meno.

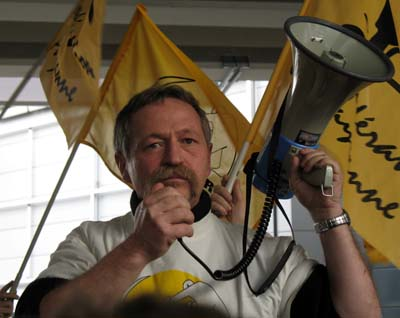
José Bové in una protesta anti-OGM al Salone dell'agricoltura a Parigi nel 2006

Dall'altro lato, la coltivazione in campo di OGM in alcuni stati europei ha sollevato proteste da parte di gruppi ambientalisti e di associazioni agricole. Uno degli oppositori più famosi è senza dubbio José Bové, che è stato anche condannato per aver distrutto in Francia i campi sperimentali (riso GM) di alcuni ricercatori del CIRAD, e gli impianti sperimentali che ne assicuravano la segregazione.
Tali gruppi ritengono che i numerosi studi prodotti su questi temi, i risultati delle valutazioni di impatto ambientale condotte nell'ambito delle procedure autorizzative e le norme internazionali volte al controllo e alla gestione dei possibili rischi legati alla diffusione globale delle piante transgeniche (primo tra tutti il Protocollo di Cartagena, nato proprio per assicurare la protezione contro i possibili effetti negativi sulla biodiversità) siano insufficienti a garantire la sicurezza ambientale e ritengono che le conseguenze a lungo termine del loro utilizzo non siano prevedibili.
In Italia, sebbene con accenti e finalità diverse, si oppongono all'introduzione degli OGM vari gruppi di diversa estrazione: associazioni ambientaliste quali Greenpeace, WWF, Verdi, Ambiente e Società e Legambiente, partiti politici quali la Federazione dei Verdi, due delle tre principali associazioni degli agricoltori, Coldiretti e CIA, e movimenti quali i no global.
In particolare Coldiretti ha promosso, insieme a numerose altre associazioni nazionali e locali, presso i comuni e le province l'approvazione di una delibera che dichiari il territorio come "libero da OGM". Tale atto, pur essendo di scarso valore applicativo sia da un punto di vista legale che da un punto di vista pratico (la delibera vieterebbe non solo l'uso di OGM da parte di agricoltori e allevatori, ma anche il solo transito di materiale OGM sul territorio e, in taluni casi, anche la vendita nei supermercati, nonostante non siano previsti strumenti di controllo) ha comunque un forte valore politico avendo raccolto le adesioni da più di 2300 comuni italiani. Il 2 marzo 2009, con voto a maggioranza qualificata (contrari solamente Regno Unito, Paesi Bassi, Svezia e Finlandia) il Consiglio dei ministri dell'Ambiente dell'UE ha respinto la richiesta della Commissione Europea di sopprimere la moratoria sulla coltivazione del mais OGM mon 810 della Monsanto in Austria e in Ungheria.
L'opposizione all'uso degli OGM è spesso basata su elementi di natura ambientalistica, economica ed etica. Gli ambientalisti ritengono che la modificazione genetica diretta "snaturizzi" l'organismo modificato, con conseguenze imprevedibili per l'ambiente e la salute. Ritengono inoltre che il flusso genico verso le specie agrarie o selvatiche di transgeni sia un processo irreversibile che andrà a contaminare in modo irreparabile la biodiversità presente sul pianeta. Il movimento No global ritiene che gli OGM siano l'ultima frontiera della colonizzazione delle risorse del pianeta sia tramite l'uso di prodotti OGM brevettati, sia tramite l'uso di contratti che vincolano gli agricoltori a ricomprare di anno in anno la semente che solitamente viene venduta da una o poche società monopoliste. Alcune associazioni agricole contrarie all'uso di OGM stanno invece da anni lottando contro la concorrenza dei prodotti agricoli importati a basso costo attraverso azioni di marketing del prodotto agro-alimentare Made in Italy, sottolineandone la genuinità, la tipicità e la "tradizionalità", valori che, secondo loro, sono in antitesi all'uso di prodotti OGM che invece favorirebbero un'omogeneizzazione sul mercato delle produzioni agricole.
La Federazione Italiana Agricoltura Biologica ritiene che sia impossibile la coesistenza tra colture biologiche ed OGM per il forte ed irreparabile rischio di contaminazione tra le diverse colture ed i costi molto elevati da sostenere per una separazione efficace.
Un cable pubblicato da wikileaks e rilasciato dall'ambasciata vaticana mostra come gli Stati Uniti abbiano fatto pressione sulla Santa Sede per convincere le frange di cattolici che si oppongono a questa tecnologia ad appoggiarla. L'ambasciatore ipotizza che, più che ideologica o morale, tale opposizione sia dovuta a ragioni puramente economiche relative ai dubbi sull'uso degli OGM in regime di monopolio (specie nei paesi in via di sviluppo), dicendo anche che gli unici che potrebbero perderci sarebbero i produttori di fitofarmaci.

### Il mais e la soia OGM
Il dibattito sugli OGM si focalizza principalmente sulle due più diffuse produzioni: il mais e la soia, anche perché ampiamente utilizzati come mangimi per bestiame da carne.
In Italia nel luglio 2013 è stata annunciata la firma di un decreto che proibisce uno dei più diffusi OGM, il mais Monsanto 810 Per contro è stato osservato che il mais OGM ha il vantaggio di evitare le infestazioni da fumonisine, tossine che si producono sul mais colpite da un lepidottero (Piralide). La produzione italiana di mais, soprattutto a causa di una stagione particolarmente asciutta nella Pianura Padana, è stata fortemente infestata, al punto che è stata decisa la distruzione tramite incenerimento o produzione di biogas di 350.000 tonnellate. I sostenitori degli OGM indicano proprio in questa enorme quantità di prodotto che, ingerito direttamente dall'uomo od usato come mangime di animali da carne o da latte, è decisamente cancerogeno.
Altra fonte di polemica in Italia è il fatto che per l'alimentazione del bestiame si è decisamente importatori di mais e di soia OGM, anche per le produzioni caratteristiche come prosciutti o formaggi, che vengono commercializzati senza specificare l'utilizzo di mangimi derivati da piante transgeniche. Il maggiore produttore mondiale, la Monsanto, ha annunciato che rinuncia a presentare nuove domande di autorizzazione per la coltivazione degli OGM, puntando tutto sull'importazione dei prodotti che è libera iljournal
Per la soia OGM, vige il divieto di coltivazione, ma non d'importazione e il prodotto disponibile sul mercato mondiale è quasi esclusivamente quello OGM.